# Liste der Naturdenkmale in Maikammer
Die Liste der Naturdenkmale in Maikammer nennt die im Gemeindegebiet von Maikammer ausgewiesenen Naturdenkmale (Stand 23. Mai 2024).

## Naturdenkmale
| Nr.         | Bezeichnung           | Lage                                       | Beschreibung | Bild                                    |
| ----------- | --------------------- | ------------------------------------------ | --- | --------------------------------------- |
| ND-7337-226 | Felsenmeer Hüttenberg | westlich des Ortes auf dem Hüttenberg Lage | Buntsandstein-Felsenhalde mit als Gletschermühlen bezeichneten Verwitterungsformen; flächenhaftes Naturdenkmal; teilweise zu Sankt Martin | mehr Fotos \| Fotos hochladen           |
| ND-7337-261 | Ginkgobaum Faubel     | Marktstraße, vor Nr. 86 Lage               | Ginkgo biloba | Direkt Bild zu diesem Denkmal hochladen |